# Knut B. Espersen
Knud Espersen Bøg var en friskytteofficer/snapphane som bland annat förde befäl över Börringeklosters kompani vid Börringe kloster. Hans svenska namn var Knut Esbjörnsson Böck/Böök. Han omnämns även som "Knudt Böye". Knud värvade folk i södra Skåne redan under sommaren 1676. Han lyckades under svenskarnas offensiv 1677 rädda resterna av sin enhet över till den danska sidan. I mars samma år, med förstärkning av folk och vapen, skickades de tillbaka till Skåne. Bland annat var denna trupp inblandad i "snapphane" attackerna mot svenska trupper under bland annat ryttmästare Adolf Magnus Klingspor som tillfälligt besökte Bollerup och Marsvinsholm i juli 1677, men Bøg verkar inte ha varit närvarande vid det tillfället. Samma år hamnade denna trupp under major Nikolaus Hermansens befäl men Hermansen och Bøg kom inte överens och hade ekonomiska förehavanden som kommit emellan dem. Knud försökte att få kompaniet erkänt som reguljärt dragonkompani men misslyckades. Kompaniet upplöstes 1680 och Knud Espersen Bøg tog då värvning i den reguljära danska hären.